# Brachypteroma ottomanum
Brachypteroma ottomanum is een keversoort uit de familie boktorren (Cerambycidae). De wetenschappelijke naam van de soort is voor het eerst geldig gepubliceerd in 1863 door L.Heydon.